# Frederick Locker-Lampson
Frederick Locker-Lampson (geborener Locker, * 29. Mai 1821 in Greenwich, Kent, Royal Naval Hospital; † 30. Mai 1895 in Rowfant, Sussex) war ein englischer Poet und Schriftsteller des viktorianischen Zeitalters.

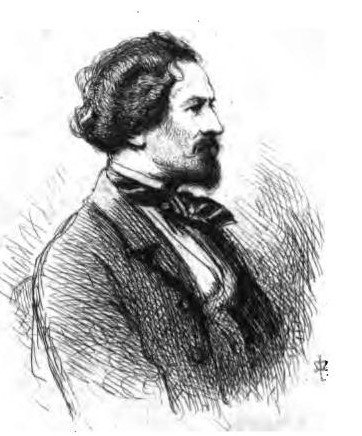
Frederick Locker gezeichnet von John Everett Millais

## Jugend
Frederick Locker war der Sohn von Edward Hawke Locker (1777–1849) und Eleanor Mary Elizabeth Boucher (1793–1861). Er wurde am 8. Oktober 1821 im Greenwich Hospital, Greenwich, London, England getauft. Er war das dritte Kind und hatte einen jüngeren Bruder, Arthur Locker (2. Juli 1828–23. Juni 1893), der ebenfalls Schriftsteller wurde. Seine Mutter war die Tochter des Pfarrers Jonathan Boucher. Sein Großvater väterlicherseits war Captain William Locker (1731–1800), der ab 1793 Lieutenant-Governor vom Greenwich Hospital wurde. Zuvor hatte er das Kommando auf der HMS Lowestoffe. In dieser Zeit war Horatio Nelson im Alter von 18 Jahren sein zweiter Offizier; Cuthbert, später Lord Collingwood, diente auf dem gleichen Schiff unter ihm.
So wuchsen sie alle mit ihrem Seefahrer-Erbe auf, umgeben von Büchern und See-/Landkarten und wurden mit Geschichten über Lord Nelson während des Abendessens erfreut. E. H. Locker gründete auch die Royal Naval Gallery of Portraits. Locker senior besaß einen ausgezeichneten Kunstgeschmack und unter den Gemälden war auch das berühmte Werk von William Hogarth David Garrick and his Wife, das sich heute in der Royal Collection (The Queen’s Gallery, Buckingham Palace) befindet.
Frederick war kontaktfreudig, aber konnte im Alter von neun Jahren noch nicht lesen, so dass der Besuch des Eton College, der Schule seines Vaters, nicht in Frage kam. Er erhielt Unterricht an verschiedenen Schulen: in Clapham bei London, in Yateley in Hampshire, in Greenwich und anderswo. Während seines Schülerlebens wanderte er in sieben Jahren durch sechs Schulen, so dass die Eltern ihren Wunsch nach einem Beruf als Pastor oder Anwalt für ihren Sohn aufgeben mussten.

## Beruf
Am 18. September 1837 begann er eine Lehre in einem Handelshaus in der Mincing Lane in London. Für die Lehrstelle mussten seine Eltern nichts bezahlen. Es stellte sich jedoch heraus, dass Frederick für den Warenhandel ungeeignet war, wie er auch für jeden anderen Beruf leistungsschwach war. Dennoch übte er diese ihm unangenehme Beschäftigung einige Jahre lang aus.
Auf Bitte seines Vaters erhielt er am 30. März 1841 eine vorläufige Schreiberstelle im Somerset House von Lord Minto, dem Ersten Lord der Admiralität und Sohn des Generalgouverneurs von Bengalen.
Am 12. November 1842 wurde er als Junior-Schreiber in das Privatbüro von Lord Haddington zur Admiralität versetzt, und er schrieb in der Folgezeit Zusammenfassungen, die er durch Witz und Poesie belebte. Eine sich reimende Petition von einem aufdringlichen Lieutenant soll Lord Haddington in Verzückung versetzt haben. Hier lag schon der Samen für seinen späteren Beruf. Während seiner Zeit bei der Admiralität veröffentlichte Locker-Lampson Prosa und Reime in Zeitschriften wie Blackwood’s, dem Cornhill Magazine, sowie in der Times.
Locker setzte seine Laufbahn unter Sir James Graham und Sir Charles Wood fort, bis er aufgrund seiner sich verschlechternden Gesundheit am 23. Mai 1849 von seiner Arbeit freigestellt wurde. Er unternahm eine Rundreise durch Europa.

## Heirat und Berufung

Frederick Locker-Lampson

In Paris traf er Lady Charlotte Christian Bruce, eine Tochter von Thomas Bruce, 7. Earl of Elgin, der die Elgin Marbles nach England gebracht hatte, und Locker verliebte sich in sie. Lady Charlotte reiste zurück nach England und es folgte ein reger Briefwechsel. Er kehrte zurück nach England, fuhr zu ihrem Haus, wo er ihr einen Antrag machte. Sie heirateten am 2. Juli 1850. Durch seine Ehefrau erhielt er Zugang zu den königlichen Kreisen. Sie verbrachten ihre Sommer in Frogmore (Windsor), da Lady Charlotte mit Queen Victoria befreundet war. Lady Charlotte war die Schwester von Lady Augusta Stanley, die Hofdame bei Queen Victoria war. Durch seine Heirat konnte Locker den Regierungsdienst aufkündigen.
Sie führten eine glückliche Ehe und lebten sowohl in Rom als auch in Paris. Sie hatten eine Tochter, Eleanor Bertha Mary Locker (1854–1915), die im Februar 1878 Lionel Tennyson (1854–1886), den Sohn von Alfred, Lord Tennyson, heiratete, der für die India Company arbeitete. Als dieser 1885 nach Indien reiste, bekam er ein Fieber. Nach mehr als drei Monaten schwerer Krankheit starb er auf seiner Heimreise im April 1886. 1888 heiratete Eleanor als Witwe Augustine Birrell, der auch über ihren Vater schrieb. Aus dieser Ehe ging Francis Birrell (1889–1935) hervor.
Mit 36 Jahren veröffentlichte Locker-Lampson 1857 London Lyrics, einen 90-seitigen Gedichtband. Eine zweite Ausgabe erschien 1862, und 1865 nahm Edward Moxon eine Auswahl in “Miniature Poets” auf, die Richard Doyle illustrierte. 1868 erschien eine andere Ausgabe mit einem Frontispiz von George Cruikshank in Privatdruck für John Wilson von der Great Russell Street. Acht weitere Ausgaben erschienen zwischen 1870 und 1893.
In den Vereinigten Staaten wurde “London Lyrics” 1883 für den “Book Fellows’ Club of New York”, mit einigen neuen Illustrationen von Randolph Caldecott aufgelegt. 1895 gab der “Rowfant Club of Cleveland”, Ohio, benannt nach Lockers Haus in Sussex, unter dem Titel Rowfant Rhymes einen seltenen Band mit seinen Gedichten heraus, die Locker selbst ausgewählt hatte. Dieser Band enthält ein Vorwort von Austin Dobson und ein Gedicht von Robert Louis Stevenson.
Weitere Nachdrucke erschienen durch das 20. Jahrhundert und sicherten so Locker einen Platz in der englischen Literatur.
Es folgte mit Unterstützung von Coulson Kernahan Lyra Elegantiarum (1867), eine Sammlung von leichten und allgemein bekannten Gedichten.
Lady Charlotte starb am 26. April 1872 und wurde auf dem Kensal Green Cemetery beerdigt.

### Zweite Ehe
Zwei Jahre später, am 6. Juli 1874, heiratete Locker die Kinderbuch-Autorin Hannah Jane Lampson, die einzige Tochter von Sir Curtis Miranda Lampson, 1. Baronet. aus Rowfant, Sussex. Gemäß dem Testament seines Schwiegervaters änderte er nach dessen Tod am 12. März 1885 gesetzlich seinen Familiennamen zu „Locker-Lampson“.
Sie hatten vier Kinder:

Frederick Locker-Lampson 1892

- Rt. Hon. Godfrey Lampson Tennyson Locker-Lampson (* 19. Juni 1875, † 1. Mai 1946), der Diplomat und Abgeordneter im House of Commons wurde. Er übernahm „Rowfant“.[9]
- Dorothy Jane Locker-Lampson (1874–1902).
- Oliver Stillingfleet Locker-Lampson (1880–1954) wurde Commander einer Panzerwageneinheit des Royal Naval Air Service im Ersten Weltkrieg und Abgeordneter im House of Commons.[10]
- Maud Hannah Locker-Lampson (1880–1933, Zwillingsschwester von Oliver) heiratete 1905 den Cricketspieler Conway Victor Fisher-Rowe (1881–1923), der sowohl am Burenkrieg als auch am Ersten Weltkrieg teilnahm und dreimal verwundet wurde.[11]

1879 veröffentlichte er „Patchwork“, eine Sammlung von humoristischen Anekdoten.
Obwohl Locker chronisch krank war und unter Verdauungsstörungen litt, die es ihm unmöglich machten, irgendeinem aktiven Beruf nachzugehen, war er dennoch Mitglied in einigen Clubs und erfreute sich der Freundschaft vieler bedeutender Persönlichkeiten.
Neben William Makepeace Thackeray, hielt er enge Freundschaft mit Anthony Trollope, Alfred Tennyson, 1. Baron Tennyson (1809–1892), Lord Houghton, Earl of Lytton, George Eliot, Charles Dickens, Robert und Elizabeth Barrett Browning, Alexander William Kinglake, George Cruikshank, Alphonse de Lamartine, Franz Liszt und George du Maurier.
Frederick Locker-Lampson starb am 30. Mai 1895 in Rowfant, Sussex und wurde auf dem Kirchhof in Worth beerdigt.
Seine Autobiografie My Confidences wurde postum 1896 publiziert.
Seine Witwe, Hannah Jane Lampson-Locker, starb am 26. Mai 1915.

## Rowfant Library – Die Bücher von Rowfant
Locker begann mit dem Sammeln von Schäfern und Schäferinnen aus Meißener Porzellan. Bald kamen Louis-XVI.-Möbel, Gemälde und Stiche von Alten Meistern, sowie chinesisches Porzellan und ostasiatische Antiquitäten hinzu. Als ihm das irgendwann zu teuer wurde, spezialisierte er sich auf seltene Bücher und Radierungen aus dem 16. Jahrhundert. Er sammelte kleine Gedicht- und Dramenbände von ca. 1590 bis 1610. Diese bildeten den Kern seiner Sammlung, die bald immer größer wurde. Er besaß Caxtons und die Werke der Dichter aus dem vorigen Jahrhundert. Seltene Ausgaben von Sidney, Spenser, Churchyard, Middleton, Herbert, Herrick, Dekker, Chapman und viele andere Schriftsteller des 16. und 17. Jahrhunderts waren hier zu finden. Shakespeare ist durch eine perfekte Ausgabe des ersten Folio, der Erstausgaben von Lucretia, die Sonnette und Gedichte und insgesamt dreißig der Dramen, vertreten, von denen viele in der Original-Ausgabe vorhanden sind.
Die Bücherei ist auch mit vielen Erstausgaben von Byron, Tennyson, Browning und weiteren englischen Dichtern aus neuerer Zeit ausgestattet. Viele tragen eine persönliche Widmung an Locker-Lampson selbst. Die Sammlung umfasst auch handschriftliche Briefe, Bilder und Zeichnungen bzw. Radierungen.
1886 veröffentlichte Bernard Quaritch einen Katalog dieser Sammlung mit einem Vorwort von Locker-Lampson.
Nach seinem Tod verfasste sein Sohn Godfrey zusammen mit Locker-Lampsons Schwiegersohn Augustine Birrell einen Nachtrag über die Werke, die seit Erscheinen des Katalogs 1886 bis zu Lockers Tod noch dazu gekommen waren.
1906 verkaufte die Firma Dodd, Mead & Company in New York eine Auswahl von 100 Büchern aus Lockers Sammlung. 1909 bot die gleiche Firma separat die Unterschriften zum Verkauf an.

## Werke
- London Lyrics. Classic Reprint Verlag: Forgotten Books, 2012
- Poems, by Frederick Locker. Es gab nur 100 gedruckte Exemplare. Druck durch Whittingham and Wilson, the Chiswick Press, London 1868, Textarchiv – Internet Archive
- Lyra elegantiarum: A Collection of Some of the Best Specimens of Vers de Société and Vers D’Occasion in the English Language by deceased Authors. Edited by Frederick Locker-Lampson. A new and revised edition. Edward Moxon & Co., London 1867, Textarchiv – Internet Archive
- Patchwork. (A Collection of short Stories and Verses). Smith, Elder & Co., London 1879, Textarchiv – Internet Archive
- Frederick Locker-Lampson: My confidences. An autobiographical sketch addressed to my descendants. Edited by Augustine Birrell. 2nd edition. Smith, Elder, & Co. London 1896 archive.org